# Saint Bernice (Indiana)
Saint Bernice est une census-designated place située dans le comté de Vermillion, dans l’État de l'Indiana, aux États-Unis. Lors du recensement de 2020, elle compte 595 habitants.